# حدأة سوداء الجناح

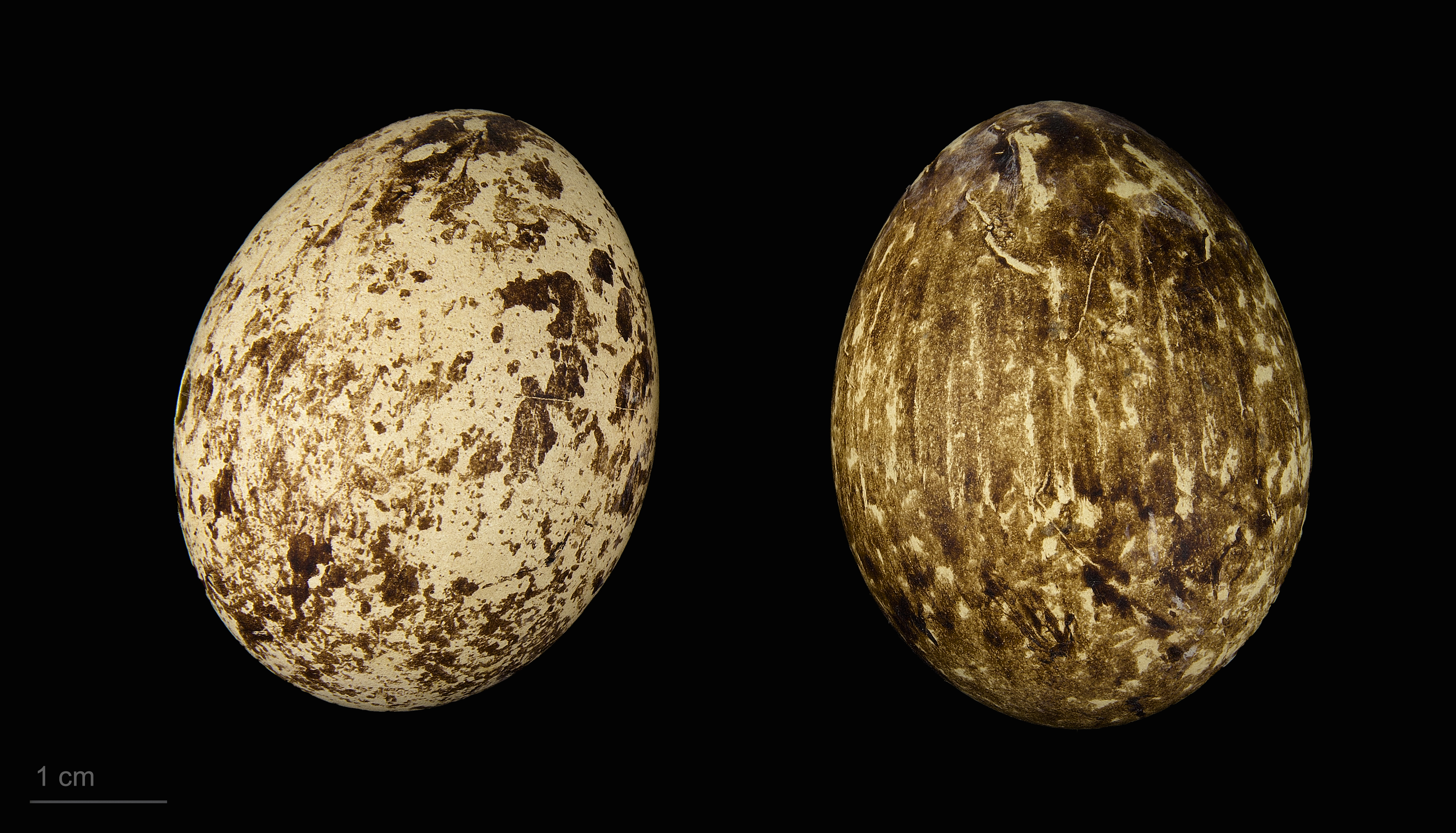
Elanus caeruleus

الزُرَّق أو الكوهي أو زُرَّق الشرق أو حدأة سوداء الجناح أو الحدأة ذات الجناح الأسود (الاسم العلمي: Elanus caeruleus) هو نوع من فصيلة بازية.